# Hermitage Plaza
Hermitage Plaza — запропонований до будівництва в Парижі 323-метровий багатофункціональний комплекс, що складається з двох хмарочосів. Комплекс стане першою багатофункціональною будівлею у Франції. Проект оцінюється в 2,3 млрд євро. Дозвіл на будівництво було видано в березні 2012 року. Передбачуваний початок будівництва повинен відбутися 2013 року, завершення — не раніше 2018 року.

## Структура проекту
Перша башта, заввишки 86 поверхів, об’єднає в собі 5-зірковий готель, СПА-центр, фітнес-центр, ресторани, апартаменти з панорамними видами. Друга башта, заввишки 85 поверхів, вміщуватиме офіси, СПА-центр, панорамні апартаменти.
У громадській зоні, що поблизу основи башт, розташуються чотири невеликі будівлі, що міститимуть офіси, торгову галерею, концертну залу, студентський гуртожиток зі своєю інфраструктурою та художню галерею сучасного мистецтва.

## Історія проекту
2007 року Державний заклад з управління діловим кварталом Ля Дефанс (EPAD, зараз — EPADESA) розпочинає конкурс «Башта Сигнал» для зведення нового символу головного ділового кварталу Європи — Ля Дефанс. Проект Жака ФЕР'Є «Hermitage Towers» входить до п'ятірки фіналістів, проте не виграє тендер. Група «Ермітаж», що володіє земельною ділянкою у районі Ля Дефанс, приймає рішення довести свій проект до кінця. 11 березня 2009 року під час Міжнародної Виставки Нерухомості (MIPIM) у Каннах британський архітектор Лорд Норман ФОСТЕР, Президент Групи HERMITAGE Іскендеров Емин та Президент правління EPAD Патрік ДЕВЕДЖІАН разом представили новий архітектурний дизайн проекту «Hermitage Plaza».

## Цікавий історичний факт
Площу між баштами буде названо на честь Наполеона Бонапарта, з яким місце спорудження "Hermitage Plaza " пов’язано історично. Відомий історичний факт про те, що 12 травня 1840 року французький король Луї Філіп домігся дозволу англійців на повернення праху Наполеона до Франції. Прах імператора повернувся до Франції по Сені 14 грудня того ж року й перед тим, як бути перевезеним до Дому Інвалідів, його було спущено на берег саме в тому місці, де розташується площа між баштами «Hermitage Plaza». Після прибуття фрегата «Ла Бель Пуль», що перевозив останки імператора, до мосту Нейї, на території сучасного міста Курбевуа, було споруджено грецький храм з орлом, що здіймається над ним, на честь прийому праху великого імператора. На Єлисейських Полях запалали святкові вогні. На сьогодні на цьому місці знаходиться стела, що нагадує про цю подію.

## Архітектурні особливості
Архітектурне рішення поділу на два об’єми переслідує дві цілі: по-перше, створення на рівні публічної площі максимальної видимості з боку ділового кварталу на Париж та з боку Нейї-сюр-Сен і Сени в бік центральної частини Ля Дефанса; по-друге, забезпечення розкішних видів з обох башт, при чому зберігаються панорамні види сусідніх будівель.

## Про архітектора
Лорд Норман Фостер – відомий британський архітектор, автор численних проектів, реалізованих по всьому світу. За проектами Нормана Фостера збудовано Millennium Bridge у Лондоні, найвищий хмарочос у Європі – Коммерцбанк у Франкфурті-на-Майні, стадіон Wembley у Лондоні та знамениту башту для корпорації Hearst у Нью-Йорку. Хмарочос-башта Свісс Ре, одна з найоригінальніших сучасних будівель у світі, має висоту близько 180 м. За незвичайну форму її названо в народі "корнішоном" (gherkin). Башту було побудовано в Лондоні 2003 року для штаб-квартири швейцарської страхової фірми «Swiss Reinsurance Company». У Росії Фостер відомий як автор проектів реконструкції готельного комплексу "Росія" та Пушкінського музею. Крім того, Фостер був автором проекту перетворення комплексу "Нова Голландія" у Санкт-Петербурзі на культурно-розважальний об’єкт. Також він був автором проектів 612-метрового хмарочоса "Башта Росія" на території ділового комплексу "Москва-Сіті".
Норман Фостер захоплений ідеєю екологічності та дуже уважно ставиться до новацій у галузі енергозбереження. Свої ідеї архітектор прагне втілити з максимальним використанням природного світла та повітря, залучаючи для цієї мети найсміливіші інженерні рішення. Спроектовані ним будівлі самі регулюють струмені повітря та світла, активно заощаджуючи енергію. Його улюблені матеріали – криця та скло.

## Екологічний дизайн
1996 року Норман Фостер та 29 інших провідних архітекторів світу підписали Європейську хартію про сонячну енергію в архітектурі та містобудуванні.
При концепції проекту будівель «Hermitage Plaza» архітектори ґрунтувалися на використанні екологічних принципів, пасивних енергозбережувальних методів і створили башти, що інтерактивно взаємодіють з довкіллям, є економічними в будівництві та експлуатації, а також забезпечують високий рівень комфорту всередині будівель.
Для відповідності стандарту BREEAM ‘Excellent’ архітектори використали широкий діапазон пасивних та активних екологічних стратегій: у приміщеннях вбудовано систему природної пасивної вентиляції, завдяки панелям на фасадах, які відкриваються, що скорочує час використання кондиціонерів; оптимізація денного світла, коли мінімальна доза сонячної енергії дозволяє одержати максимальне денне освітлення; збір та використання води для поливу рослин; фотоелектричні панелі, вбудовані в схему сонячного затінення.

## Відео
- Самый высокий небоскреб Парижа будет русским
- Презентация проекта "Hermitage Plaza" в Большом Дворце Парижа в присутствии В.В. Путина и Ф. Фийона
- Франс-24 (часть1): ВЛАДИМИР ПУТИН: УПОЕНИЕ ВЛАСТЬЮ ?
- Франс-24 (часть2): ВЛАДИМИР ПУТИН: УПОЕНИЕ ВЛАСТЬЮ ?
- Подписание протокола о строительстве многофункционального комплекса "Hermitage Plaza"
- Презентация проекта "Hermitage Plaza" В.В. Путину и Ф. Фийону в Большом Дворце Парижа
- Bloomberg TV. The Battle to Be Europe's Tallest Skyscraper [Архівовано 21 вересня 2013 у Wayback Machine.]